# Saint-Front (Haute-Loire)
Saint-Front település Franciaországban, Haute-Loire megyében. Lakosainak száma 413 fő (2022. január 1.). Saint-Front Champclause, Chaudeyrolles, Les Estables, Fay-sur-Lignon, Laussonne, Montusclat, Moudeyres és Saint-Julien-Chapteuil községekkel határos.

## Népesség
A település népessége az elmúlt években az alábbi módon változott:
| Lakosok száma | 1106 | 644  | 544  | 475  | 435  | 412  | 403  | 402  | 406  | 413  |
|               | 1968 | 1982 | 1990 | 2006 | 2013 | 2015 | 2017 | 2019 | 2020 | 2022 |